# Aeroportul Presidente Médici
Aeroportul Presidente Médici (IATA: RBR) este un aeroport din Rio Branco, Acre, Brazilia ce deservește zona Rio Branco. A fost numit după Emílio Garrastazu Médici⁠(d).
aeroportul dispune de o singură pistă.